# نووا وس ای
نووا وس ای (به چکی: Nová Ves I) یک منطقهٔ مسکونی در جمهوری چک است که در ناحیه کولین واقع شده‌است.